# Myth Makers: Super Kart GP
Myth Makers Super Kart GP es un videojuego de carreras desarrollado por Data Design Interactive. Fue lanzado en enero de 2006 para Windows, y en 207 para la Wii.

## Jugabilidad
El juego se desarrolla en 5 niveles que fueron diseñados para atraer a los niños. Los jugadores pueden jugar como uno de los 8 conductores (denominados "Creadores de mitos"). El juego presenta elementos como armas y escudos que afectan el juego. Los jugadores también pueden elegir entre 8 vehículos diferentes (denominados "karts"). Cada kart tiene diferente manejo, velocidad y aceleración. Los conductores también tienen poderes especiales.
Las pistas también cuentan con 20 variaciones, 5 cada una para pistas diurnas, nocturnas, hacia adelante y hacia atrás. Hay un modo de un jugador, contrarreloj, y un modo de torneo. Los jugadores pueden ganar recompensas para desbloquear vehículos, niveles y poderes especiales.
Cada personaje tiene su propia pista. Algunos de los personajes son Trixie (una niña con un disfraz de conejito), Jack (un niño con un disfraz de muñeco de nieve) y Zeek (un niño con un disfraz de calabaza).

## Recepción
El juego recibió un 3,5/10 en IGN, que fue su puntaje más alto para un juego de Wii creado por Data Design.